# Ed (serie televisiva)
Ed è una serie televisiva statunitense andata in onda sul canale televisivo NBC. Nonostante in originale duri quattro stagioni, solamente due sono state trasmesse in Italia su Rai 2 dal 10 giugno 2007 fino a quando la serie è stata interrotta.

## Trama
Ed Stevens, famoso avvocato di New York, dopo aver perso moglie e lavoro (per aver omesso uno 0 all'interno di un contratto) si trasferisce a Stuckeyville, sua città natale, dove apre uno studio all'interno di un bowling. Qui incontra Phil Stubbs, un ragazzo esuberante e un po' imbranato, a cui affida la direzione del bowling. Quest'ultimo sarà aiutato da Shirley Pifko e Mark Vanacore: due soggetti che in quanto a stranezza non hanno nulla da invidiargli. A Stuckeyville, Ed rincontra il suo vecchio amico dottore Mike Burton, l'amica professoressa Molly Hudson e la sua collega Carol Vessey della quale è da sempre innamorato. Inoltre stringe amicizia col giovane Warren Cheswick, che da quel momento lo considera un po' un fratellone. La storia si dipana, tra alti e bassi, tra la riflessione su se stesso e la voglia di ricominciare a vivere pienamente, sperando che Carol sia dello stesso avviso.

## Episodi
| Stagione         | Episodi | Prima TV originale | Prima TV Italia |
| ---------------- | ------- | ------------------ | --------------- |
| Prima stagione   | 22      | 2000-2001          | 2007            |
| Seconda stagione | 22      | 2001-2002          | 2007            |
| Terza stagione   | 22      | 2002-2003          | inedita         |
| Quarta stagione  | 17      | 2003-2004          | inedita         |